# Alijan Zhabrailov
Alijan Zhabrailov –en ruso, Алихан Жабраилов– (14 de abril de 1994) es un deportista ruso que compite en lucha libre. Ganó una medalla de bronce en el Campeonato Mundial de Lucha de 2019 y una medalla de oro en el Campeonato Europeo de Lucha de 2021.

## Palmarés internacional
| Campeonato Mundial | Campeonato Mundial     | Campeonato Mundial | Campeonato Mundial |
| Año                | Lugar                  | Medalla            | Categoría          |
| ------------------ | ---------------------- | ------------------ | ------------------ |
| 2019               | Nursultán (Kazajistán) | Medalla de bronce  | 92 kg              |
| Campeonato Europeo |                        |                    |                    |
| Año                | Lugar                  | Medalla            | Categoría          |
| 2021               | Varsovia (Polonia)     | Medalla de oro     | 97 kg              |